# بوفورت بوردکین
بوفورت بوردکین (انگلیسی: Beaufort Burdekin; ۲۷ دسامبر ۱۸۹۱ – ۱۵ مهٔ ۱۹۶۳) قایقران روئینگ، و وکیل دادگستری اهل بریتانیا بود.